# Гедеонов, Дмитрий Данилович
Дми́трий Дани́лович Гедео́нов (7 [19] ноября 1854, Венёв — 11 [24] сентября 1908, Ташкент) — русский геодезист, астроном и военный исследователь Востока, генерал-майор Генерального штаба.
Сын Даниила Герасимовича Гедеонова — первого смотрителя Венёвского духовного училища (с 1837 года) и первый краевед Венёвского уезда.
В 1871 году окончил Полоцкую военную гимназию, в 1874 — Николаевское инженерное училище. Служил офицером во 2-м сапёрном батальоне.
В 1878—1880 работал в Пулковской обсерватории. В 1881 году окончил Геодезическое отделение Академии Генштаба. В 1884 году — капитан. С 1887 года — подполковник и помощник начальника Геодезического отделения Академии Генштаба. В 1890—1900 годах — директор Ташкентской обсерватории (с 1891 года — полковник). В 1899 году руководил строительством международной широтной станции вблизи Чарджуя. С 1900 года служил штаб-офицером для поручений при Кавказском военно-топографическом отделе (с 1901 года — генерал-майор). С 1906 года — начальник Туркестанского военно-топографического отдела. Разработал новый метод точного нивелирования (1884). Провёл много наблюдений для изучения изменений широты Ташкента. Предложил новый способ определения поправки часов по наблюдениям звёзд («способ Гедеонова») и доказал его преимущество по сравнению со способом определения времени по наблюдениям звезд в вертикале Полярной звезды. Наблюдал покрытия звезд Луной, прохождения Меркурия по диску Солнца. Определял положения звезд на меридианном круге.
Член-учредитель Русского Астрономического общества.
Награды: серебряная медаль (1885) и золотая медаль им. Ф. П. Литке (1905) Русского географического общества.
В честь Д. Д. Гедеонова названа гора (Баренцево море, архипелаг Шпицберген).